# هارلان غوستافسون
هارلان غوستافسون (بالإنجليزية: Harlan Gustafson)‏ هو لاعب كرة قدم أمريكية أمريكي، ولد في 29 ديسمبر 1917 في جوليت في الولايات المتحدة، وتوفي في 18 أبريل 1984 في لوس أنجلوس في الولايات المتحدة.